# Liops
Liops is een geslacht van hooiwagens uit de familie Gonyleptidae.
De wetenschappelijke naam Liops is voor het eerst geldig gepubliceerd door Mello-Leitão in 1940. 

## Soorten
Liops omvat de volgende 3 soorten:
- Liops hexabunus
- Liops inermis
- Liops veneficus